# Deckersamphiura
Deckersamphiura is een geslacht van uitgestorven slangsterren uit de familie Amphiuridae. Vertegenwoordigers van dit geslacht zijn slechts als fossiel bekend.

## Soorten
- Deckersamphiura inusitata Jagt, 2000 †
- Deckersamphiura vitea Jagt, 2001 †